# Världsmästerskapen i hastighetsåkning på skridskor (distanser) 1997
Världsmästerskapen i hastighetsåkning på skridskor (distanser) 1997 anordnades i Warszawa i Polen.  Världsmästerskap gällande olika sträckor, anordnas de år då Olympiska vinterspel ej anordnas.

## Resultat

### Damer
- - 2 x 500 m
- 1 Ruihong Xue, Kina
- 2 Sabine Völker, Tyskland
- 3 Franziska Schenk, Tyskland
  - 1 000 m
- 1 Marianne Timmer, Nederländerna
- 2 Sandra Zwolle, Nederländerna
- 3 Franziska Schenk, Tyskland
  - 1 500 m
- 1 Gunda Niemann, Tyskland
- 2 Anni Friesinger, Tyskland
- 3 Marianne Timmer, Nederländerna
  - 3 000 m
- 1 Gunda Niemann,  Tyskland
- 2 Anni Friesinger, Tyskland
- 3 Carla Zijlstra, Nederländerna
  - 5 000 m
- 1 Gunda Niemann,  Tyskland
- 2 Carla Zijlstra, Nederländerna
- 3 Claudia Pechstein, Tyskland

### Herrar
- - 2 x 500 m
- 1 Manabu Horii, Japan
- 2 Roger Stram, Norge
- 3 Hiroyasu Shimizu, Japan
  - 1 000 m
- 1 Ådne Søndrål, Norge
- 2 Jan Bos, Nederländerna
- 3 Martin Hersman, Nederländerna
  - 1 500 m
- 1 Rintje Ritsma, Nederländerna
- 2 Ådne Søndrål, Norge
- 3 Neal Marshall, Kanada
  - 5 000 m
- 1 Rintje Ritsma, Nederländerna
- 2 Gianni Romme, Nederländerna
- 3 Frank Dittrich, Tyskland
  - 10 000 m
- 1 Gianni Romme, Nederländerna
- 2 Rintje Ritsma, Nederländerna
- 3 Bob de Jong, Nederländerna

### Fotnoter
1. ↑  ”World Championship Single Distances” (på engelska). Speedskating Stats. http://www.speedskatingstats.com/index.php?file=championships&type=wchsd. Läst 1 augusti 2017.